# Christian Nadé
Christian Nadé, detto Chris (Montmorency, 18 settembre 1984), è un calciatore francese, attaccante del Petershill.